# 노르웨이 과학기술대학교

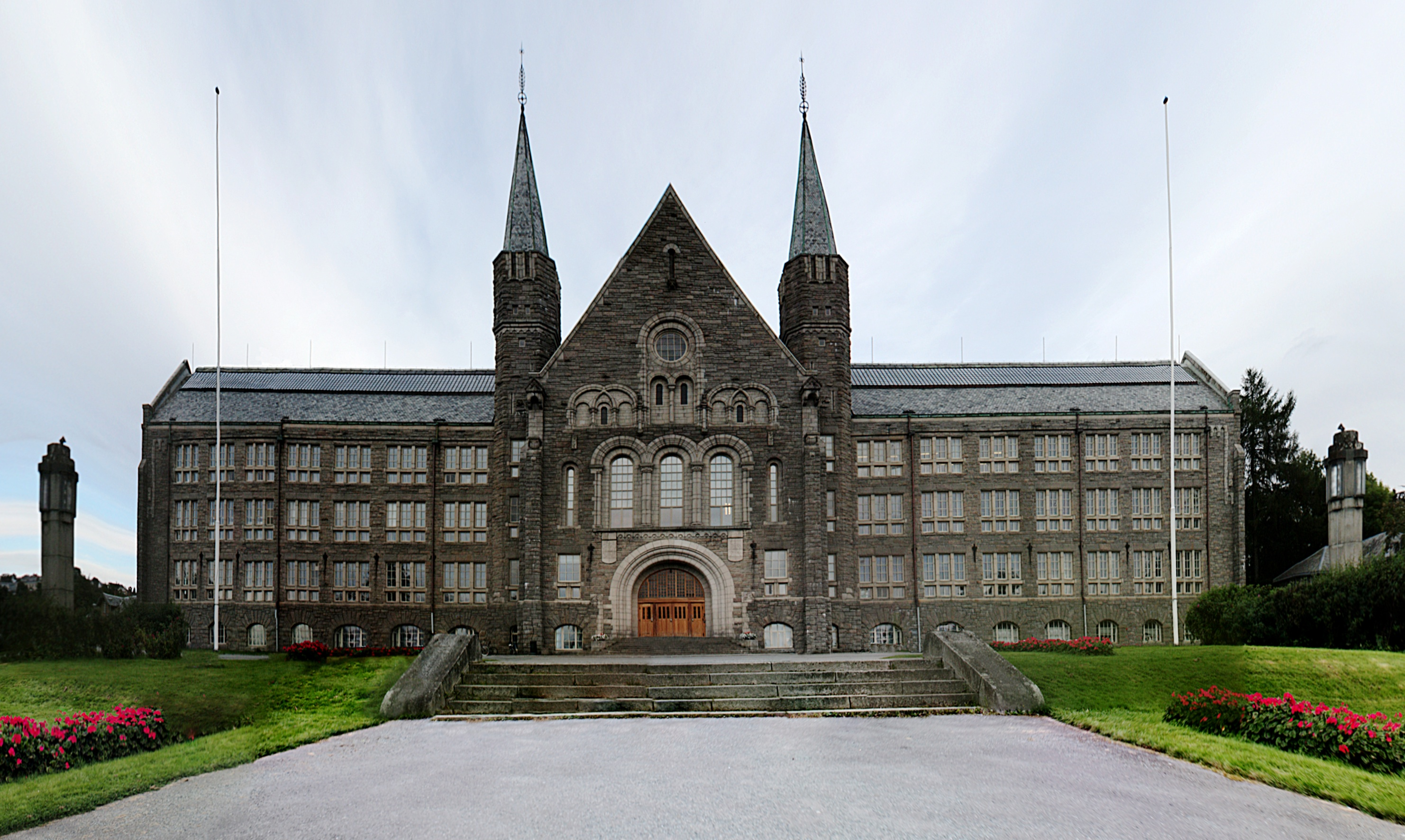
글뢰스헤우겐의 노르웨이 과학기술대학교 본관

노르웨이 과학기술대학교(노르웨이어: Norges teknisk-naturvitenskapelige universitet, NTNU)는 노르웨이 트론헤임과 올레순, 예비크에 있는 공립 공과대학교다. 2016년 쇠르트뢰넬라그 유니버시티 칼리지(Sør-Trøndelag University College)와 올레순 유니버시티 칼리지(Aalesund University College), 예비크 유니버시티 칼리지(Gjøvik University College)를 흡수 합병하며 노르웨이에서 가장 큰 대학이 됐다. 노르웨이 공과대학교(Norwegian Institute of Technology) 시절부터 이어지는 공학과 기술 교육 및 연구뿐만 아니라 사회과학 및 인문학, 의학, 자연과학, 교육학, 건축학, 예술 교육을 제공하고 있다. 노르웨이 과학기술대학교는 긴밀한 산학협력으로도 잘 알려져 있으며, 스칸디나비아에서 가장 큰 독립 연구단체인 SINTEF와 연구개발 활동을 함께 하고 있다.

## 역사

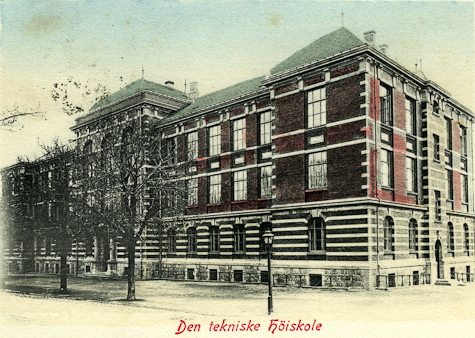
1898년경 트론헤임 전문학교의 본관

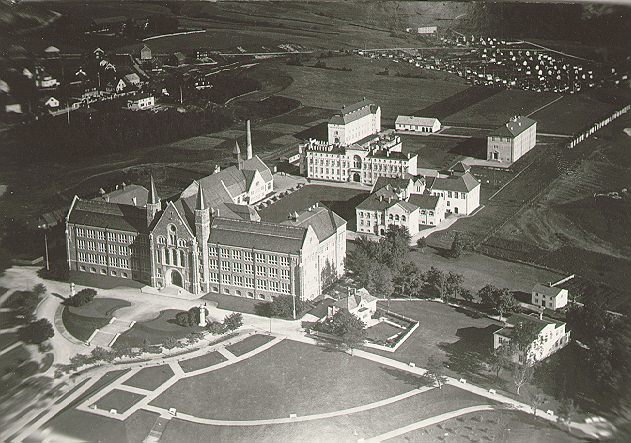
1930년 노르웨이 공과대학교의 항공 사진

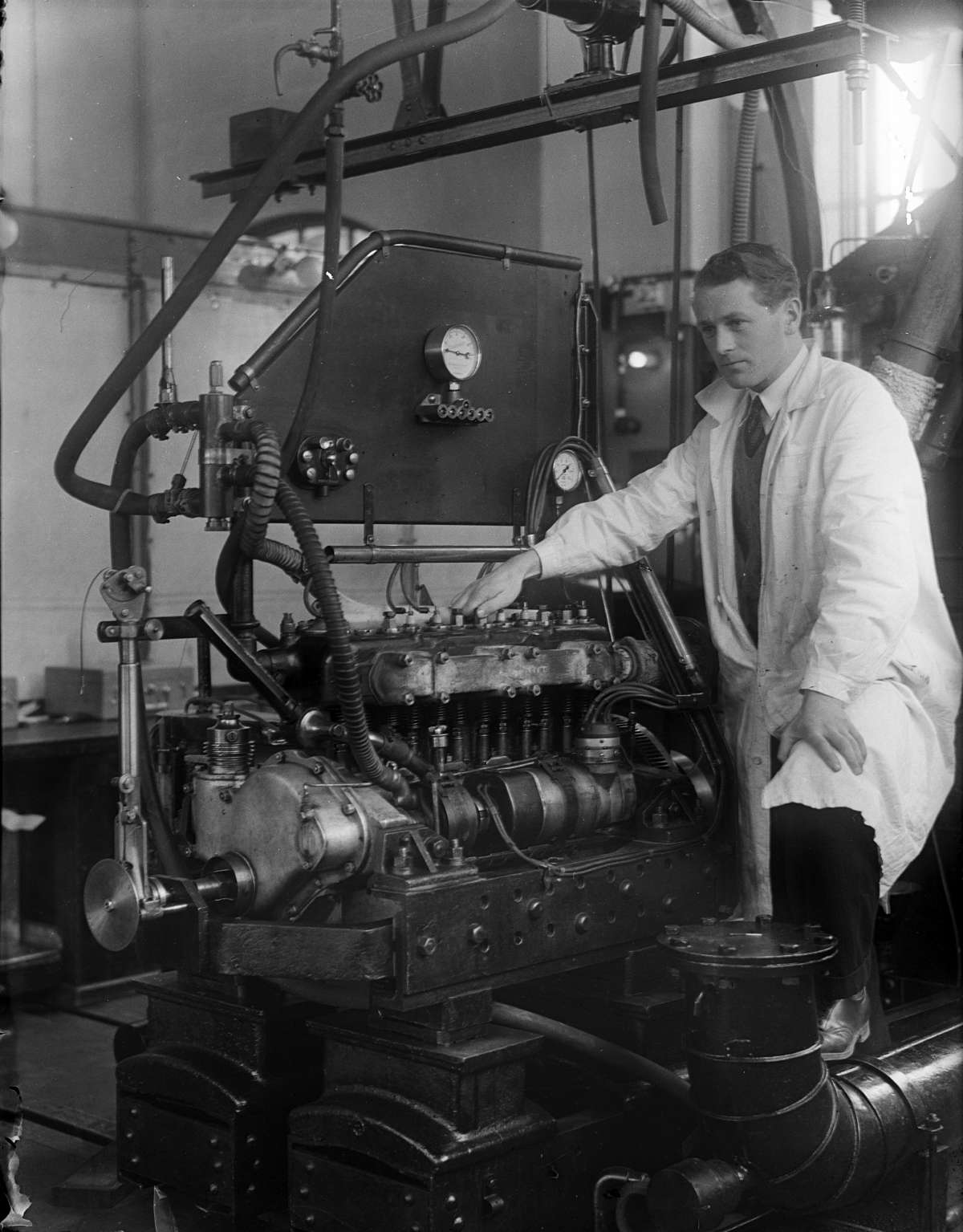
1933년 노르웨이 공과대학교의 학생

노르웨이 과학기술대학교는 1996년에 트론헤임에 있었던 다음의 여섯 곳의 연구소와 고등교육기관을 합치며 생겨났다.
- 노르웨이 공과대학교(Norwegian Institute of Technology, 1910년 설립)
- 자연사 고고학 박물관(Museum of Natural History and Archaeology, 1767년 설립)
- 노르웨이 과학대학(Norwegian College of General Sciences, 1922년 설립)
- 약학부(Faculty of Medicine, 1975년 설립)
- 트론헤임 인문학원(Trondheim Academy of Fine Art, 1987년 설립)
- 트론헤임 음악원(Trondheim Conservatory of Music, 1973년 설립)

흡수 합병 이전에 노르웨이 공과대학교와 노르웨이 사범대학 트론헤임, 약학부, 자연사 고고학 박물관은 느슨한 형태의 조직인 트론헤임 대학교(University of Trondheim)를 구성하고 있었다. 그러나 노르웨이 과학기술대학교의 시작은 1760년으로 거슬러 올라가며, 당시 트론헤임 학원(Det Trondhiemske Selskab)이 설립됐고 이는 1767년에 노르웨이 왕립 과학 문학 학회가 됐다. 트론헤임에서의 공학 교육은 1870년 트론헤임 전문학교(Trondhjems Tekniske Læreanstalt)에서 시작됐으며 1910년에는 노르웨이 공과대학교가 공식적으로 문을 열었다. 2010년에 노르웨이 과학기술대학교는 트론헤임 학원의 개교 250주년을 기념했고 노르웨이 공과대학교의 개교 100주년 또한 기념했다.

### 1700년대
노르웨이의 첫 학회인 트론헤임 학원은 1760년에 세워졌으며 1767년에 덴마크 왕가의 승인에 따라 노르웨이 왕립 과학 문학 학회가 됐다. 오늘날의 노르웨이 과학기술대학교 군네루스 도서관인 노르웨이 왕립 과학 문학 학회의 도서관은 1768년에 세워졌으며 노르웨이에서 가장 오래된 도서관이다.

### 1800년대
1833년에 노르웨이 공업대학을 세우기 위한 최초의 계획이 나왔다. 1870년에 트론헤임 전문학교가 세워졌으며 다양한 분야의 기술자들을 교육시켰다. 트론헤임 전문학교는 1900년대에 해체됐다.

### 1900년 ~ 1968년
1900년 5월 31일에 노르웨이 의회는 트론헤임에 노르웨이 공과대학교를 세우기 위한 결의안을 통과시켰다. 당시 결의안에는 건축 및 도시계획학부, 토목공학부, 기계공학부, 전기공학부와 화학부 등 다섯 학부가 포함돼 있었다. 노르웨이 공과대학교는 1910년 9월 15일에 정식으로 문을 열었다.
1922년에는 노르웨이 사범대학 트론헤임이 세워졌으며, 1950년에는 노르웨이 공과대학교의 한 부분으로 SINTEF가 세워졌다. SINTEF는 1980년에 독립 연구단체가 됐다.

### 1968년 ~ 1996년
1968년에 트론헤임 대학교가 세워졌으며 트론헤임 대학교의 한 부분으로 약학부가 세워졌다. 또한 1984년에는 노르웨이 사범대학 트론헤임이 트론헤임 대학교의 한 부분인 노르웨이 과학대학으로 개편됐다. 1989년에는 노르웨이 공과대학교의 총장 카르스텐 야콥센이 트론헤임에 노르웨이 과학기술대학교를 세우려는 구상을 밝혔다. 1995년 3월 21일 노르웨이 의회는 긴 토론 끝에 가까스로 과반수를 넘겨 트론헤임에 노르웨이 과학기술대학교를 세우기로 결정했다.

### 1996년 ~ 현재
1996년 1월 1일 트론헤임 대학교는 노르웨이 과학기술대학교(NTNU)가 됐다.
2014년 노르웨이 정부는 대학의 숫자를 줄이려 했고, 노르웨이 교육연구부는 노르웨이의 대학과 유니버시티 칼리지들을 상대로 노르웨이의 고등교육기관을 재편하기 위한 생각과 제안을 취합했다. 2015년 1월 28일 노르웨이 과학기술대학교 이사회는 쇠르트뢰넬라그 유니버시티 칼리지와 올레순 유니버시티 칼리지, 예비크 유니버시티 칼리지를 흡수 합병하고 같은 이름으로 새로운 대학을 구성한다고 결정했다. 2016년 1월에 흡수 합병이 이루어졌으며, 이로 인해 노르웨이 과학기술대학교는 노르웨이에서 가장 큰 대학이 됐다.

## 캠퍼스

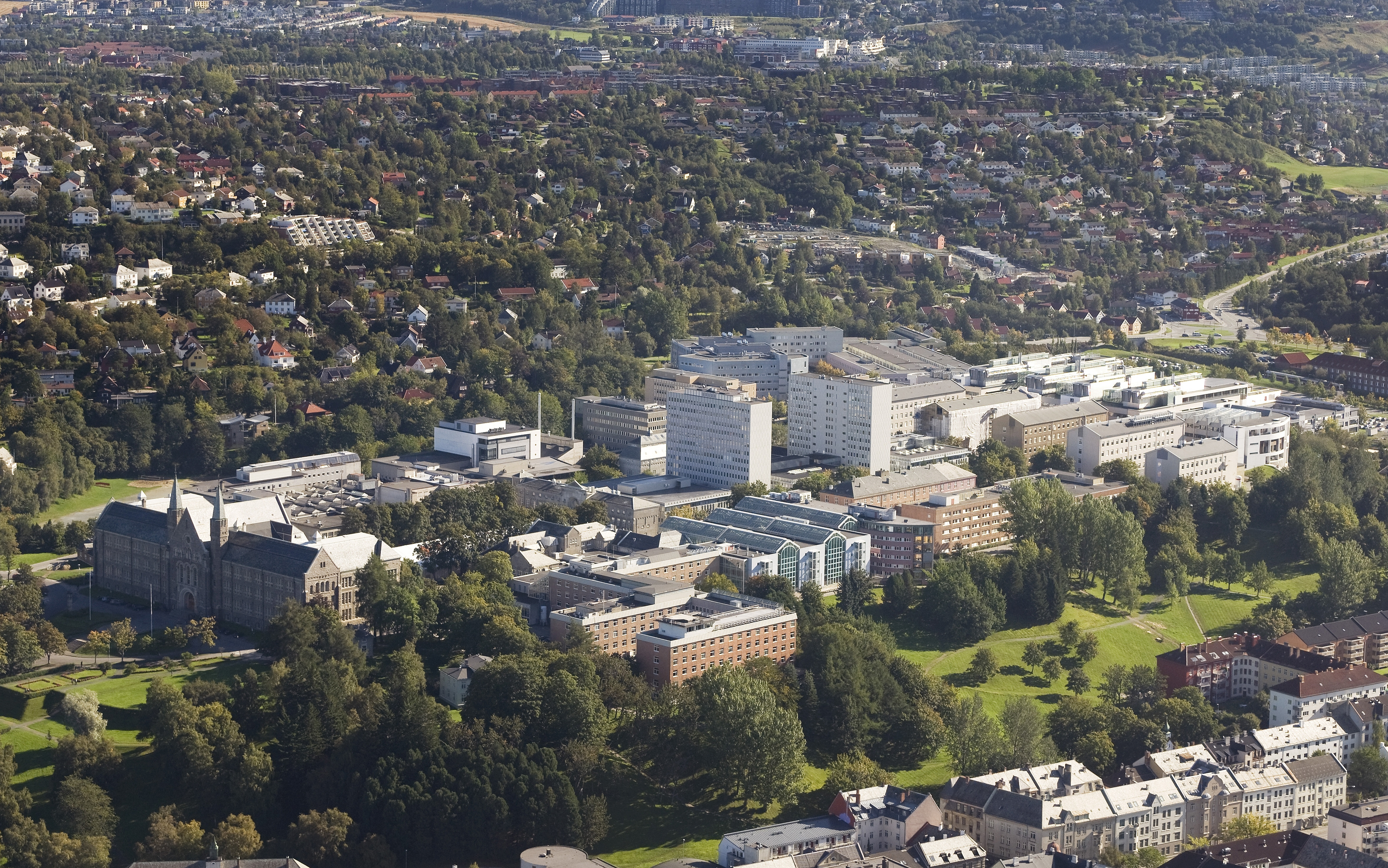
2009년 글뢰스헤우겐 캠퍼스의 항공 사진

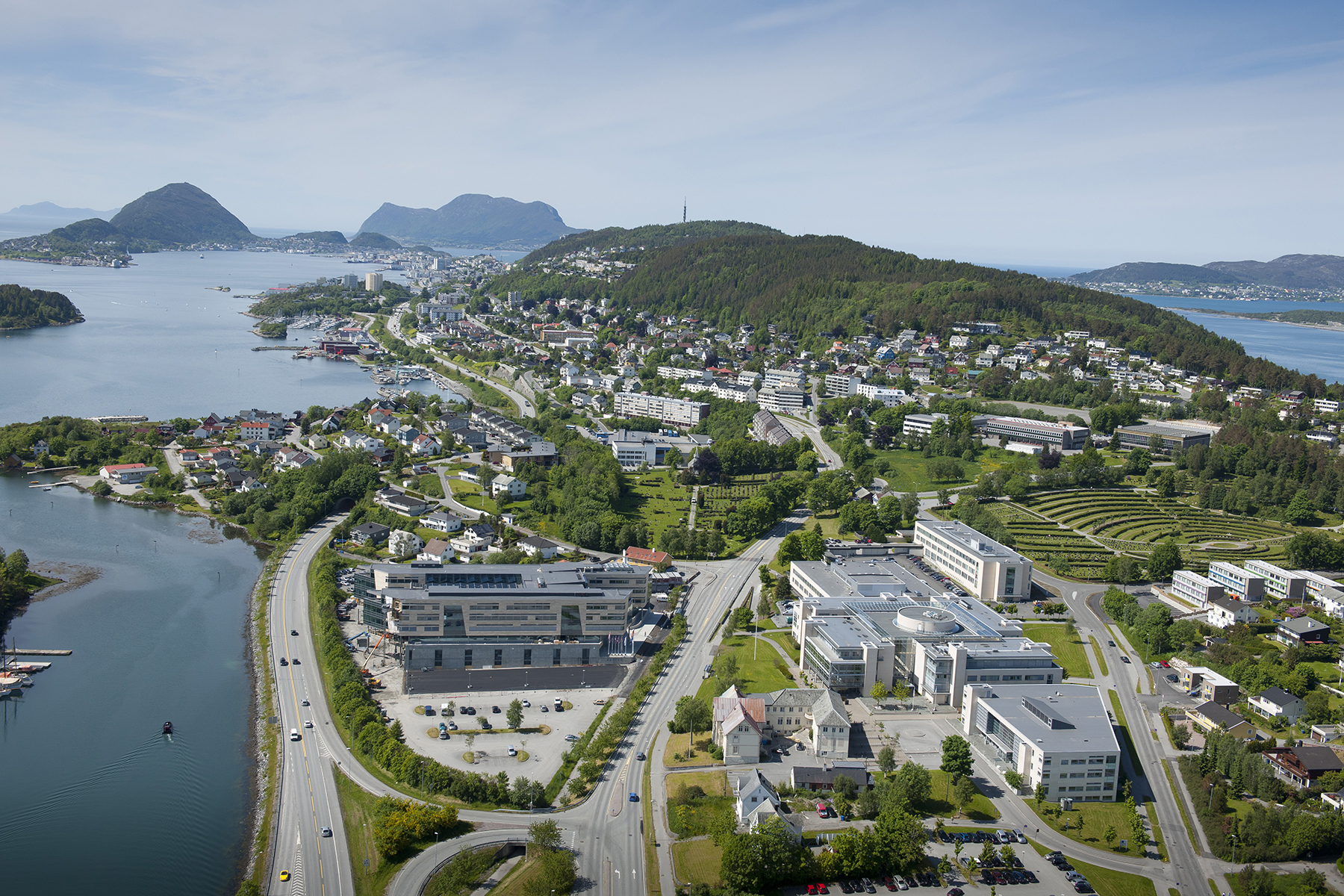
2012년 올레순 캠퍼스의 항공 사진

노르웨이 과학기술대학교는 트론헤임 곳곳에 캠퍼스를 두고 있다. 글뢰스헤우겐(Gløshaugen)의 공학 및 자연과학 캠퍼스와 드라그볼(Dragvoll)의 인문학 및 사회과학 캠퍼스가 주요 캠퍼스이며 튀홀트(Tyholt)에는 해양학 캠퍼스, 외야(Øya)에는 약학 캠퍼스, 칼브스키넷(Kalvskinnet)에는 고고학 캠퍼스, 미트뷔엔(Midtbyen)에는 음악원, 네드레엘베하운(Nedre Elvehavn)에는 예술원이 있다.
트론헤임 뿐만 아니라 올레순과 예비크에도 캠퍼스가 있다.

## 연구
노르웨이 과학기술대학교의 공학 연구 역사는 20세기 초로 거슬러 올라간다. 노르웨이 최초의 전기철도인 탐스하운 선이 트론헤임에서 연구한 기술로 만들어졌다. 노르웨이 과학기술대학교에는 120개 이상의 연구실에서 연구를 수행하는 4천여 명의 직원들과 2천여 개 이상의 연구 과제들이 있다. 1972년부터 BIBSYS를 운영하고 있기도 하다.
또한 노르웨이 과학기술대학교는 스칸디나비아에서 가장 큰 독립 연구단체이자 유럽의 대형 임상시험 수탁기관인 SINTEF와 긴밀히 협력하고 있다.
노르웨이 과학기술대학교 출신의 라르스 온사게르는 1968년에 노벨 화학상을, 이바르 예베르는 1973년에 노벨 물리학상을 받았으며 교수직을 지낸 에드바르 모세르와 마이브리트 모세르는 2014년 노벨 생리학·의학상을 받았다.

## 통계
타임스 고등교육 세계 대학 평가가 2017년 3월에 발표한 바에 따르면 노르웨이 과학기술대학교는 SINTEF와의 협력으로 인해 전 세계에서 가장 큰 산학 협력을 가진 대학교로 뽑혔다. 통계적으로 노르웨이 과학기술대학교의 전체 연구 성과 가운데 9.1%가 SINTEF와의 협력으로 이루어졌는데, 이는 전 세계에서 가장 큰 산학 협력이다.
노르웨이 과학기술대학교는 2017년 5월 네덜란드의 레이던 대학교가 국제적으로 발표된 전체 논문 대비 인용도가 높은 상위 10% 논문을 기준으로 발표하는 세계 대학 순위인 레이던 랭킹에서 216위를 기록했으며, 2017년 세계 대학 학술 순위에서는 대한민국의 서울대학교, 미국의 미시간 주립 대학교, 싱가포르의 난양 이공대학 등과 함께 101-150위에 올랐다. 특히 해양공학 분야에서는 2위를 기록했다.

## 국제 교류
노르웨이 과학기술대학교는 전 세계 60여개의 대학들과 교류하고 있으며 에라스뮈스 프로그램 및 국제 교환 학생 프로그램을 운영하고 있다. 또한 노르웨이 과학기술대학교는 TIME 연합과 선진공학 교육 및 연구를 위한 유럽대학 협의회, 유럽 대학 협회 등에도 속해있다.

## 같이 보기
- 트론헤임